# Селив Боевой Змей

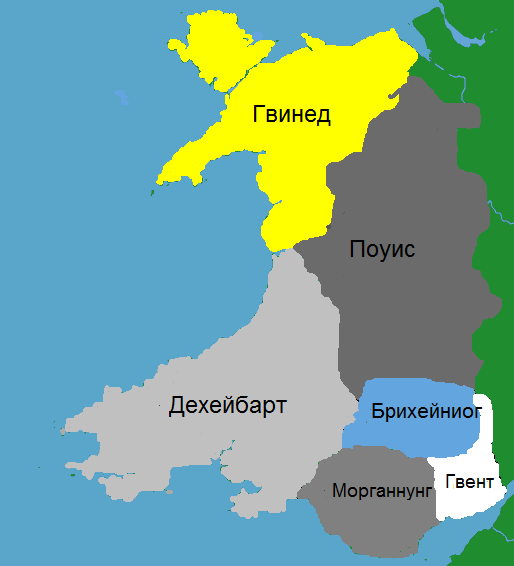
Карта средневекового Уэльса

Селив ап Кинан (валл. Selyf ap Cynan; погиб в 613) — король Поуиса (610—613), сын Кинана Гаруина и Гвенвинвины Далриадской.
Уриен, правитель Регеда, воевал с Поуисом и захватил в плен короля Селива, в битве, в конце VI века. Между тем ещё другая легенда ассоциировала Уриена со средним Уэльсом. В Лланстефан MS.56 стр. 1 Джоном Давидом Рисом (ум.1609?), мы находим:
C[astell] Tinbod a wnaeth Vryen Rheged 
 ‘Urien Rheged made Castell Tinbod’.
Имеется в виду замок Дин-Бод, что недалеко от деревни Ллананно, в Майлиэниде, который упоминается у Тристфарта, барда Уриена..
В 613 году Селив ап Кинан вступил в коалицию бриттских королей, но в битве при Кайр-Легионе эта коалиция была наголову разгромлена Этельфритом Нортумбрийским. Именно после этой битвы авторитет Нортумбрии на острове повысился. В битве пал не только сам Селив, но и его дядя Маун ап Брохвайл, брат Диноган ап Кинан и родственник Биордерх ап Гвилавр.
Более поздний правитель Поуиса Бели в некоторых средневековых генеалогиях назван не сыном Эйлита ап Кинана, а сыном Селива Боевого Змея.